# Siedlakowice
Siedlakowice (niem. Schiedlagwitz) – wieś położona w województwie dolnośląskim, w powiecie wrocławskim, w gminie Sobótka.
W latach 1975–1998 miejscowość należała administracyjnie do województwa wrocławskiego.

## Demografia
Według Narodowego Spisu Powszechnego (III 2011 r.) liczyły 299 mieszkańców. Są szóstą co do wielkości miejscowością gminy Sobótka.

## Obiekty zabytkowe
- eklektyczny pałac z wieżą, zbudowany w przełomie XIX i XX w. na planie czworoboku, obecnie mocno zdewastowany i zamieniony na mieszkania[5].
- kościół pw. Matki Bożej Bolesnej i św. Anny - wzniesiony jak kaplica ok. 1773 r., przebudowany w 1886 r., powiększony o zakrystię i wieżę w 1932 r. Zachowało się jego neogotyckiego wyposażenie. Po II wojnie Polacy ekspatriowani z województwa stanisławowskiego umieścili w jego ołtarzu głównym obraz św. Anny Samotrzeciej z Tłumacza[6]. Kościół jest filią parafii w Zachowicach[7].

## Nazwa
Miejscowość po raz pierwszy zanotowana w łacińskim dokumencie z 1250 roku jako Sedlacouici. Notowana także w roku 1291 Sedlawkowicz, w roku 1318 Zedlacowicz, w roku 1327 Schydlakowicz, w roku 1358: Shedlacovicz, Sedlacoviczi oraz Schydlaczwicz, w roku 1630 w zgermanizowanej formie Schidellancwitz, a w roku 1667 Schilakwitz.
W księdze łacińskiej Liber fundationis episcopatus Vratislaviensis (pol. Księga uposażeń biskupstwa wrocławskiego) spisanej za czasów biskupa Henryka z Wierzbna w latach 1295–1305 miejscowość wymieniona jest w zlatynizowanej formie Sedlacoviczi.
Według niemieckiego językoznawcy Paula Hefftnera nazwa miejscowości pochodzi od polskiej nazwy związanej z osadnictwem oraz "siedliskiem" - miejscem bytowania. W książce o nazwach miejscowych regionu wrocławskiego z 1910 roku pisze "(...) stammt vom poln. Appelativ siodłak = Siedler, Landmann zu siedlić = sich ansiedeln; die Ansiedlung = siedlina, siedlisko, siedziba, siedlice, wovon das verdeutsche Zedlitz(...)".
Ze względu na polskie pochodzenie w okresie hitlerowskiego reżimu w latach 1937-1945 administracja III Rzeszy zmieniła nazwę miejscowości na całkowicie niemiecką nazwę Siedlingen nawiązującą do wcześniejszego znaczenia.